# Prodiacodon
Il prodiacodonte (gen. Prodiacodon) è un mammifero estinto, appartenente ai leptictidi. Visse tra il Paleocene medio e l'Eocene inferiore (circa 63 - 53 milioni di anni fa) e i suoi resti fossili sono stati ritrovati in Nordamerica.

## Descrizione
Questo animale è noto per resti incompleti, sufficienti tuttavia a ipotizzarne l'aspetto. È probabile che i membri del genere Prodiacodon fossero simili agli attuali toporagni elefante (ordine Macroscelidea), con i quali tuttavia non sono strettamente imparentati. Le specie più piccole di Prodiacodon erano della taglia di un topo (Mus musculus) e non dovevano superare i 30 grammi di peso, mentre quelle più grandi dovevano superare i 200 grammi ed erano della taglia di un ratto delle chiaviche (Rattus norvegicus).

### Cranio
Prodiacodon possedeva cranio e mandibola allungati; la mandibola era robusta, con un margine inferiore molto concavo. In generale, le cuspidi dei denti di Prodiacodon erano molto alte, tipiche degli animali insettivori. Gli incisivi inferiori erano molto piccoli ed erano posizionati molto vicino al canino. Quest'ultimo, semplice ma robusto, presentava una grande radice rivolta leggermente in avanti, molto vicino alla sinfisi mandibolare. I primi tre premolari inferiori erano separati da corti diastemi; il primo premolare era piccolo, semplice e a radice singola, mentre il secondo e il terzo erano alti e a doppia radice, e la struttura era più complessa. Il quarto premolare era molariforme, e superava in altezza i molari, dotati di un trigonide molto sviluppato. 

### Scheletro postcranico
Lo scheletro delle zampe assomigliava a quello del ben noto Leptictis; le zampe anteriori erano ben più corte delle posteriori, anche se non quanto avveniva nel ben noto Leptictidium. L'omero presentava una piccola tuberosità superiore e una grande cresta deltoide, mentre il femore era dotato di una diafisi lunga, collegata a una testa poco obliqua tramite un collo corto e largo. Il grande trocantere era voluminoso e si estendeva sulla superficie posteriore, andando a limitare una profonda fossa trocanterica. Il terzo trocantere era poco sviluppato. La troclea era dotata di una parte distale stretta, allungata e poco profonda. La tibia era molto lunga e possedeva una notevole cresta cnemiale, mentre la parte superiore della diafisi era molto ricurva. Tibia e perone erano uniti per tutta la metà inferiore. L'astragalo possedeva una grande troclea bordata da creste prominenti. Il calcagno non presentava una faccetta articolare per il perone, mentre il cuboide ne possedeva una per l'astragalo, ma ridotta. Le falangi prossimali erano appiattite nella loro estremità distale. 

## Classificazione
Prodiacodon è un membro dei leptictidi (Leptictida), un gruppo di mammiferi tipici del Cenozoico inferiore dalle attitudini insettivore e dalla classificazione poco chiara. In particolare, sembra che Prodiacodon possa essere uno dei più antichi membri della famiglia Leptictidae, comprendente anche il già citato Leptictis e il grande Megaleptictis. 
Il genere Prodiacodon venne istituito nel 1929 da William Diller Matthew per accogliere la specie Diacodon puercensis, descritta una decina di anni prima dallo stesso Matthew sulla base di resti fossili ritrovati in terreni del Paleocene medio del Nuovo Messico. Oltre alla specie tipo P. puercensis, sono state poi descritte altre specie attribuite allo stesso genere, tutte provenienti dagli Stati Uniti occidentali e dal Canada occidentale: P. concordiarcensis, P. crustulum, P. furor, P. paucus, P. tauricinerei. Quest'ultima specie è la più recente, dell'Eocene inferiore.

## Paleoecologia
Probabilmente Prodiacodon era un piccolo insettivoro agile, in grado di correre e di compiere balzi, e forse anche di assumere una posizione bipede durante la corsa. La morfologia degli arti anteriori indica che Prodiacodon poteva essere adatto a scavare.